# Estrella de David

Estrella de David.

La estrella de David (en hebreo: מָגֵן דָּוִד‎ Māg̲ēn dāwid̲, pronunciación: Magén dawíd; lit. Escudo de David) es uno de los más conocidos símbolos identitarios del judaísmo, tanto en la diáspora como en el moderno Estado de Israel. El nombre data de la Edad Media, pero el diseño es varios siglos anterior, apareciendo en sinagogas de Galilea de los siglos II y III, así como, por la misma época, en una lápida judía de Tarento.
Siglos más tarde, fue incorporado por la cultura judía-árabe, donde recibió en tiempos pasados la denominación de «sello de Salomón».
Tal designación se encuentra lejos de ser arbitraria, dado que —según el judaísmo y las tradiciones propias del pueblo de Israel— tiene su fuente de inspiración en el Cantar de los Cantares (que ambos atribuyen al rey Salomón). Los dos triángulos superpuestos o entrelazados de la estrella israelita responden a un verso bíblico particularmente apreciado en el judaísmo y que de un modo simbólico expresa la íntima relación que existe entre Dios y la humanidad: «Yo soy de mi amado, y mi amado es mío», en hebreo fonetizado «Ani le dodi, le dodi li». Dicha connotación veterotestamentaria del amor kenótico hizo que desde el siglo vii antes de la era común fuese un símbolo usado por las novias (se han encontrado vestigios de collares y broches) de territorios semitas dentro y fuera de Israel.
Considerando lo dicho, tampoco resulta arbitrario el que uno de los triángulos apunte hacia arriba y el otro hacia abajo, ya que la relación aludida también representa la unión entre el cielo y la tierra. Es precisamente debido a esto último que la estrella de David evoca y simultáneamente refuerza el Pacto sellado entre Dios y Abraham.

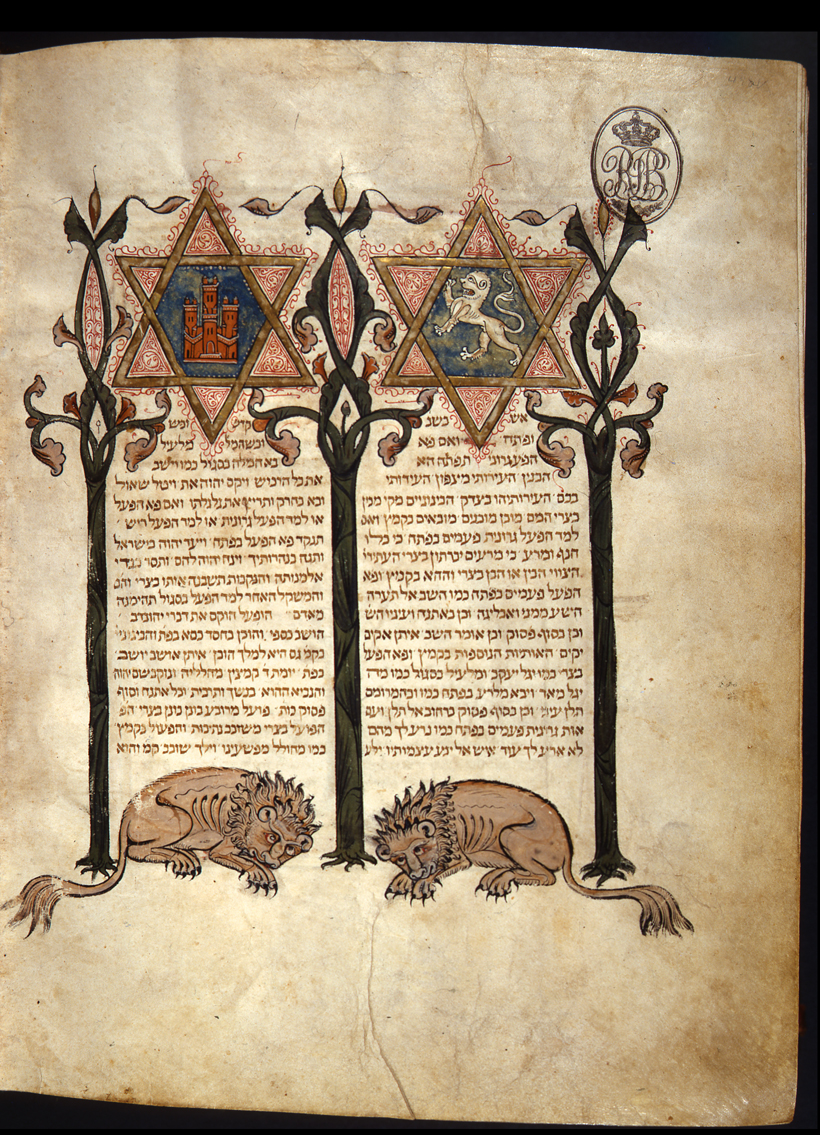
Biblia de Cervera, manuscrito sefardí, 1299-1300, fol. 448v: colofón con dos estrellas de David y las armas de Castilla y León. Biblioteca Nacional de Portugal.

Cuando se observan las seis puntas de la estrella de David, se debería considerar que tanto en la Antigüedad como en el Medioevo el número seis era percibido simbólica y matemáticamente como un «número perfecto». Y, con todo, ya desde la Antigüedad, el símbolo judío omnipresente ha sido, no la estrella de David, sino la menorá (tradicional candelabro hebreo de siete brazos).
Ello, no obstante, no invalida el hecho de que la estrella de David goce de gran popularidad en el arte ritual judío o la cultura del pueblo judío en general. En las colecciones de objetos de arte ritual judío (a las que se conoce como Judaica), la estrella de David es, junto al candelabro ritual de siete brazos y las Tablas de la Ley, uno de los símbolos identitarios más importantes de la cultura hebrea e incluso distintivos del pueblo judío.
Por "Estrella de David", o "Sello de Salomón", se entiende a una superposición de dos triángulos equiláteros (a menudo, pero no indispensablemente, a su vez también entrelazados) que forman una figura geométrica con apariencia de estrella de seis puntas, a la que, tradicionalmente el judaísmo, le atribuye un enorme valor simbólico no exento de poder místico (y este último a su vez adquiere resonancia considerable en áreas no necesariamente hebreas, tales como lo son la magia o los esoterismos de naturaleza universalista).
La estrella de David está formada exclusivamente por polígonos regulares, componiéndose a partir de dos triángulos equiláteros superpuestos de modo tal de formar un hexagrama perfectamente regular, o sea, un hexágono regular central rodeado por seis triángulos equiláteros que son menores que él en tamaño, y siendo cada uno de dichos triángulos completamente coincidentes en longitud en uno de sus lados con cada uno de los lados del hexágono. Esto implica que los seis triángulos equiláteros se contactan entre ellos pero solo a través de dos de sus vértices y la resultante de dicha disposición es una especie de "ronda" o "cadena cerrada" de triángulos equiláteros en cuyo centro se forma el ya mencionado hexágono regular. A la figura geométrica que responde a todo lo expresado y que presenta seis puntas se la denomina "estrella de David".

Hexagrama regular
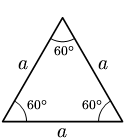
Triángulo equilátero
Hexágono regular
Estrella de David con triángulos equiláteros entrelazados
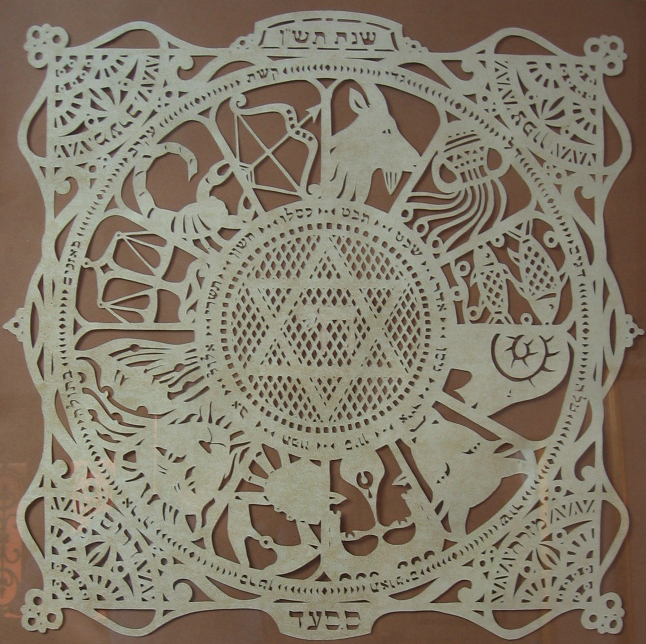
Estrella de David con inscripcion de “Jai” (en hebreo: חי, lit: vida) rodeada por símbolos zodiacales e inserta en composición compleja, que incluye inscripciones hebreas y ornatos, silueta en papel recortado, 2008.

Como figura geométrica, el hexagrama regular presenta muchos puntos en común con la estrella de David. Y, en términos de configuración, hasta se podría sostener que todo hexagrama regular al menos de un modo potencial podría ser una estrella de David. Sin embargo, no todo hexagrama regular ha sido concebido para expresar la significación y el valor simbólico que el pueblo judío y la humanidad en su conjunto le atribuyen a la estrella de David.
Además de ser empleado por el judaísmo, el hexagrama regular se hace presente también en antiquísimas culturas del extremo oriente tales como la hindú y la china, en respectivamente el Yantra y el I Ching. Reaparece en mandalas indoeuropeos que exhiben la geometría mítica de los vedas y en el sintoísmo de los japoneses. E, independientemente o no de que se lo comprenda como estrella de David, el hexagrama regular se encuentra también algunas veces presente en el cristianismo, el budismo, y hasta en contextos aparentemente laicos.
Como símbolo identitario judío, la estrella de David fue empleada desde la Edad Media en adelante por diversas comunidades judías europeas. La Legión Judía también recurrió a ella (1917–1921). Con el nacimiento del Estado de Israel (1948), la estrella de David fue elegida como símbolo distintivo de la nueva nación e incorporada subsecuentemente en el centro del emblema oficial israelí.

## Orígenes y valor simbólico

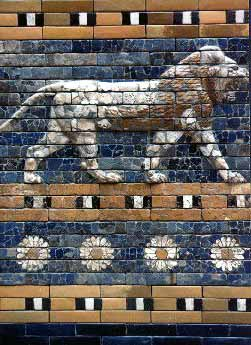
¿Flores o estrellas? - Los motivos de la babilónica Puerta de Istar (575 a. C.) acaso tengan alguna relación tangencial con las estrellas de la tradición hebraica.

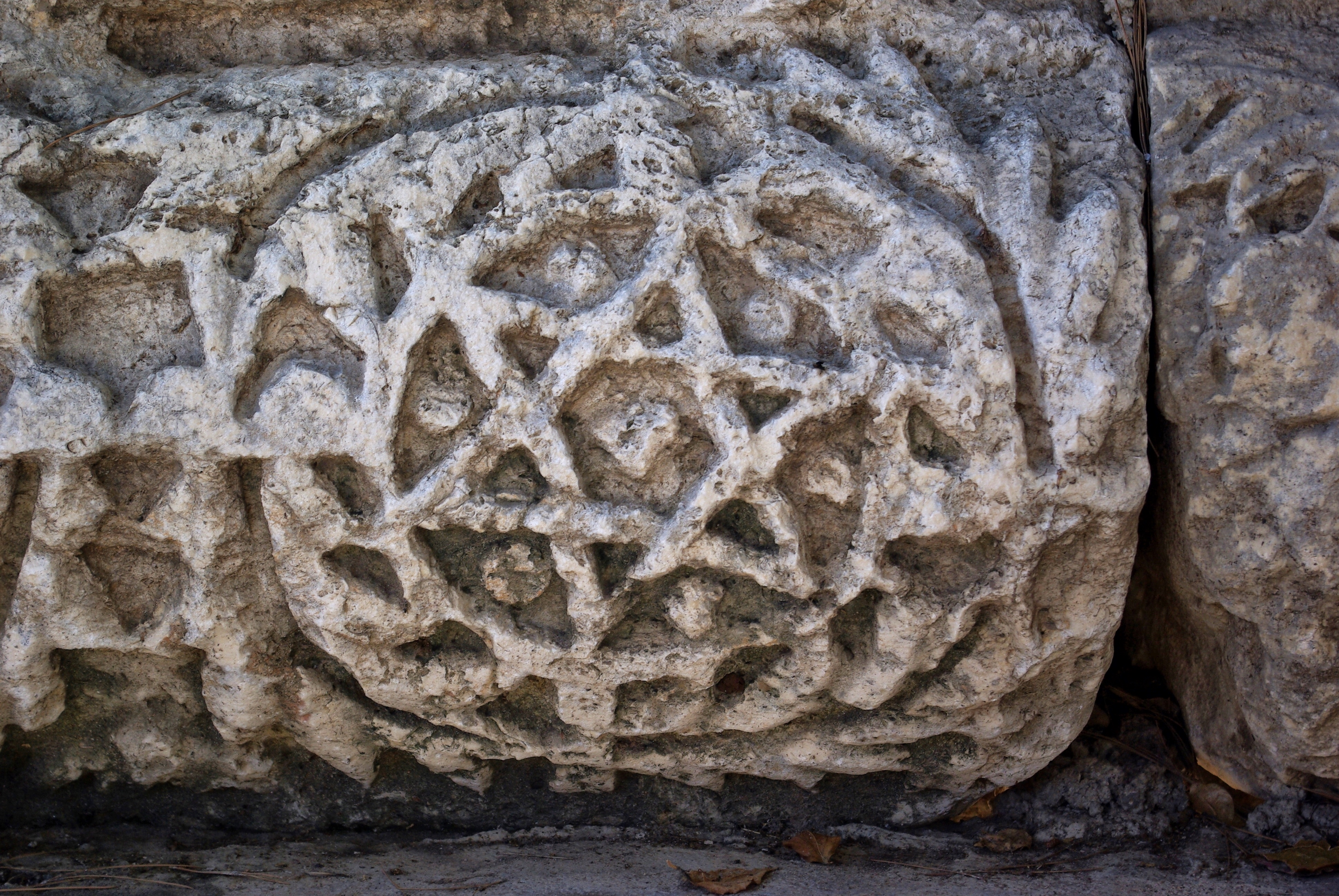
Grabado de la estrella de David del -, sinagoga de Cafarnaúm, Israel.

Aunque sea difícil determinar cuál fue la cultura que inicialmente empleó el hexagrama regular como símbolo, el origen del mismo probablemente es asiático y, presumiblemente, mesopotámico, dado que la presencia de la estrella-símbolo se remonta a la antigua Babilonia, en donde habitualmente se solían representar tres estrellas dispuestas en triángulo para invocar una tríada de dioses astrales. En tiempos de la Antigüedad, la contemplación y observación de los astros fue frecuente en las culturas del Creciente Fértil. En este contexto, importante es recordar las promisorias palabras de Yavé para con la preocupación resultante de la falta de descendencia que angustiaba a Abraham: "Ahora mira al cielo y cuenta las estrellas [...]. Así será tu descendencia" (Génesis 15:5). En el contexto bíblico, las estrellas son por consiguiente símbolos de esperanza.
La estrella de David pudo haber sido adoptada por ser simbólica del mensaje monoteísta de los hebreos: un mensaje de conjunción, que es conocido como la Alianza.
En su Diccionario de símbolos tradicionales (1958), Juan Eduardo Cirlot explica la estrecha relación que existe entre la estrella de David y la idea de conjunción, entendiendo por esta última la "unión de los opuestos".
En un sentido acaso algo más simple, una estrella constituye un núcleo de luz que brilla en la noche. Luego de la destrucción del primer Templo de Jerusalén, y encontrándose exiliado en Mesopotamia, el pueblo hebreo pudo haber adoptado el motivo de la estrella como una alusión autorreferencial, es decir, directamente ligada a su condición, entonces diaspórica.
Desde la Edad Antigua en adelante, las estrellas tuvieron un papel decisivo en la orientación de migrantes, comerciantes seminómadas, desplazados, viajeros y peregrinos—a lo largo de su existencia, el pueblo de Israel ha conocido todas estas condiciones.
En lo que se refiere a simbolismo, los conceptos universales de orientación, conjunción y esperanza se reúnen y potencian en la estrella de David.
Nadia Julien sostiene que la estrella de David es un emblema del judaísmo, un símbolo de paz y de equilibrio, agregando que en el pasado fue empleada como talismán en las batallas libradas por los israelitas. Representada sobre el escudo de los israelitas, la estrella de David cumplía entonces una función protectora. Si se considera a la estrella en cuestión como un dodecágono, es decir, una figura que presenta doce lados, ellos es posible deducir que ellos aluden a las doce tribus de Israel. Significativamente, la expresión hebrea Maguén David no solo quiere decir "escudo de David" sino también "[aquello que] defiende a David"., pudiendo ello también aludir a las doce tribus de Israel.
La mencionada autora explica que a la estrella de David se la considera como "la fuerza en movimiento" y es también "emblema de la sabiduría", en efecto:

Es el sello de Salomón, una de las expresiones de la piedra filosofal de los alquimistas, propósito de la Gran Obra, gracias a cual que el microcosmos humano se conecta con el macrocosmos universal.

La estrella de David es, según Cirlot, un signo directamente relacionado con el potencial espiritual del individuo y también un símbolo del alma humana, que es expresada como la conjunción de la conciencia y el inconsciente, a través del encuentro del triángulo, que alude al fuego, y el triángulo invertido, que evoca el agua.
Con todo, el Maguén David es por lo general entendido como "la estrella del judaísmo" y, según la interpretación del rabino Sharga Simmons, la estrella de David más allá de lo que pudiese ocurrir, funciona siempre como un permanente "recordatorio de que confiamos en Dios".

## Manifestación en la cultura judía

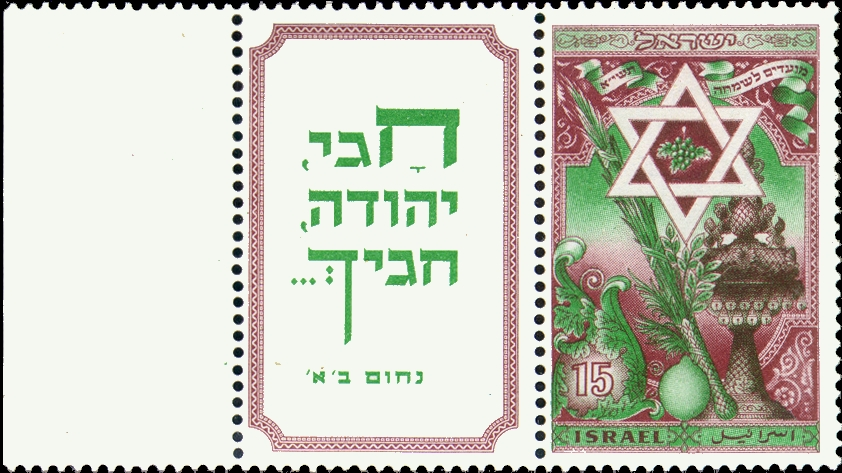
Arthur Szyk, «Celebra tus fiestas, Judá», estampilla israelí, 1950.

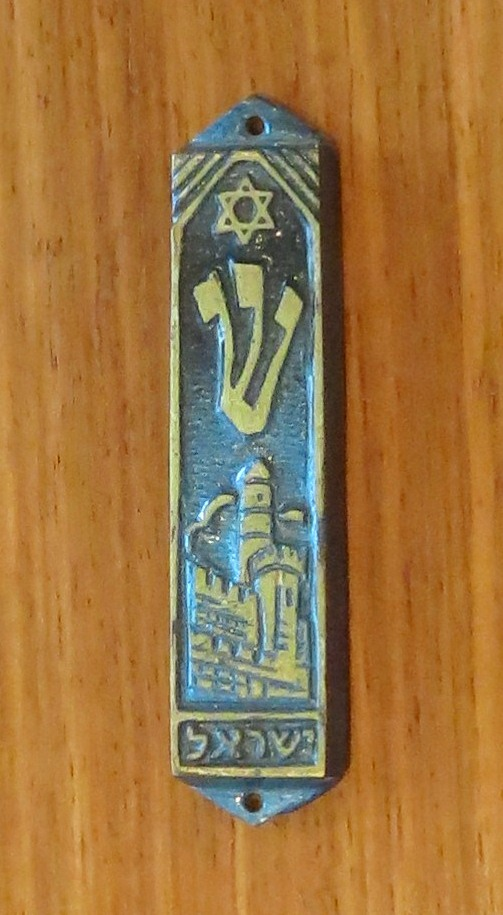
Mezuzá macedónica con estrella de David, inicial del Todopoderoso en hebreo (שַׁ), la Torre de David en Jerusalén y la palabra "Israel" escrita en hebreo, 2013.

Aunque las Escrituras y la literatura rabínica no mencionen la estrella de David, indudablemente es posible detectar su presencia tanto en el arte ritual judío como en otros aspectos diversos de la cultura del pueblo de Israel. La estrella de David se halla presente en numerosas sinagogas e instituciones israelitas (escuelas, orfanatos, casas de caridad, cementerios, etc.), artículos religiosos, contratos matrimoniales, textos místicos y cabalísticos, objetos folclóricos, el arte popular, tarjetas de salutación, almanaques, ex libris, emblemas institucionales, e incluso en el arte moderno.
Debido a su naturaleza esencialmente simbólica, la estrella de David figura también en algunos amuletos pertenecientes a comunidades judías de los países del islamismo, incluyendo esto también aquellas de Tierra Santa. Una parte de dichos amuletos presenta el nombre de Dios expresado en hebreo. Otros tantos se caracterizan por poseer forma de mano y suelen incluir el "Ojo del Todopoderoso". A este último tipo de amuleto o pendiente, los judíos solían llamarlo "Mano de Miriam", evocando así a la hermana de Moisés y Aarón. Con todo, este antiguo dije, supuestamente protector, posiblemente oriundo de Mesopotamia, y popular en Oriente Medio y Magreb, es llamado en lengua árabe como jámsa—"cinco".
Invocando la Torá, cierta tradición judeo-oriental sostiene que los cinco dedos de la mano son una alusión a textos sagrados a ser estudiados, específicamente a los cinco libros de Moisés (Pentateuco).
Pero la dificultad que ella presenta es que tradicionalmente el judaísmo prohíbe el uso de amuletos y además condena tanto el azar como todo otro tipo de superstición. Pese a ello, y no por superstición, sino como signo de apertura hacia las comunidades provenientes de los países islámicos, numerosos israelíes adoptaron el jámsa.
Aunque por el momento no se conoce evidencia arqueológica que ligue al hexagrama regular con el rey David, lo cierto es que en Tierra Santa, la estrella de David figura varias veces cincelada en la sinagoga de Cafarnaúm (Galilea,  siglo iii-iv).
El caso en cuestión no constituye un caso aislado, dado que el mismo motivo ha sido descubierto en varios otros sitios de la cuenca mediterránea y que por aquel entonces formaban parte del imperio romano. Entre tales sitios merecen ser mencionados motivos hallados una tumba judía en Tarento (sur de Italia) así como otros tantos configurados en mosaicos del Magreb.
En el año 1008, Samuel ben Ya'akov representa en escritura micrográfica la estrella de David en el folio 474a del Códice de Leningrado, importante manuscrito hebreo con el texto masorético de la Biblia hebraica y uno de pocos antiguos ejemplares completos hoy disponibles.
La primera fuente literaria que se refiere a la estrella de David es el Eshkol ha-Kofer, obra del caraíta Judá Hadasí (c. 1150), quien establece una clara relación entre los nombres de los seres celestiales, el objeto ritual y la presencia del "signo" de David:

Siete nombres de ángeles preceden la mezuzá: Miguel, Gabriel, [... y así sucesivamente]. ¡El Tetragramatón te protege! Y de igual modo el signo llamado 'El Escudo de David' está emplazado al lado del nombre de cada ángel."

A través de esta observación, Hadasí es el primero en expresar por escrito el carácter protector que el pueblo de Israel le atribuye a la estrella de David, a la que percibe como un verdadero escudo y, por consiguiente, la representa sobre el estuche o caja de la mezuzá, que contiene un pequeño pergamino con el nombre del Todopoderoso y dos importantes plegarias.
Ejemplos destacados que incorporan la estrella de David:
- Plato metálico de origen proveniente de país islámico, siglo x.[52]
- Tanaj manuscrito de Yosef bar Yehuda ben Marvas de Toledo, 1307.
- Frontispicio del Deuteronomio, Pentateuco, Alemania, siglo xiii-xiv, fol. 23.[53]
- "Yoná me'úna" [Paloma afligida], Folio 56v de la Hagadá Dorada, Hagadá de Pésaj, Barcelona, 1320.[54]
- Página de Pentateuco, Yemén, 1409.[55]
- Panel Mizráj (Oriente), Galitzia, siglo xix.[56]
- Tapiz persa con el rey Salomón y la reina de Saba, c. 1850.[57]
- J. Knoblauch, Sinagoga en la Oranienburgerstasse, Berlín, grabado, 1859-66.
- Maurycy Gottlieb, Judíos rezando en la sinagoga en Yom Kippur, óleo, 1878. Museo de Tel Aviv, Israel.[58]
- William Rothenstein (1872-1945), Portando la Ley, óleo, sf.[59]
- Marc Chagall (1887-1985), La pizca de tabaco, óleo, 1912; y Rabino con Torá, óleo, 1930.[60]
- Arthur Szyk (1894–1951), Acta Fundacional del Estado de Israel, 1947.[61]
- Percival Goodman (1904-1989), Sinagoga Burning Bush, Melbourne.[62]

## Estrella de David como símbolo judío
Iconográficamente, el origen de la estrella de David fue investigado y señalado por Herbert Albert a partir de la presencia de dicho símbolo sobre una sepultura judía del siglo iii, y que se encuentra en Tarento, sur de Italia.

## Holocausto

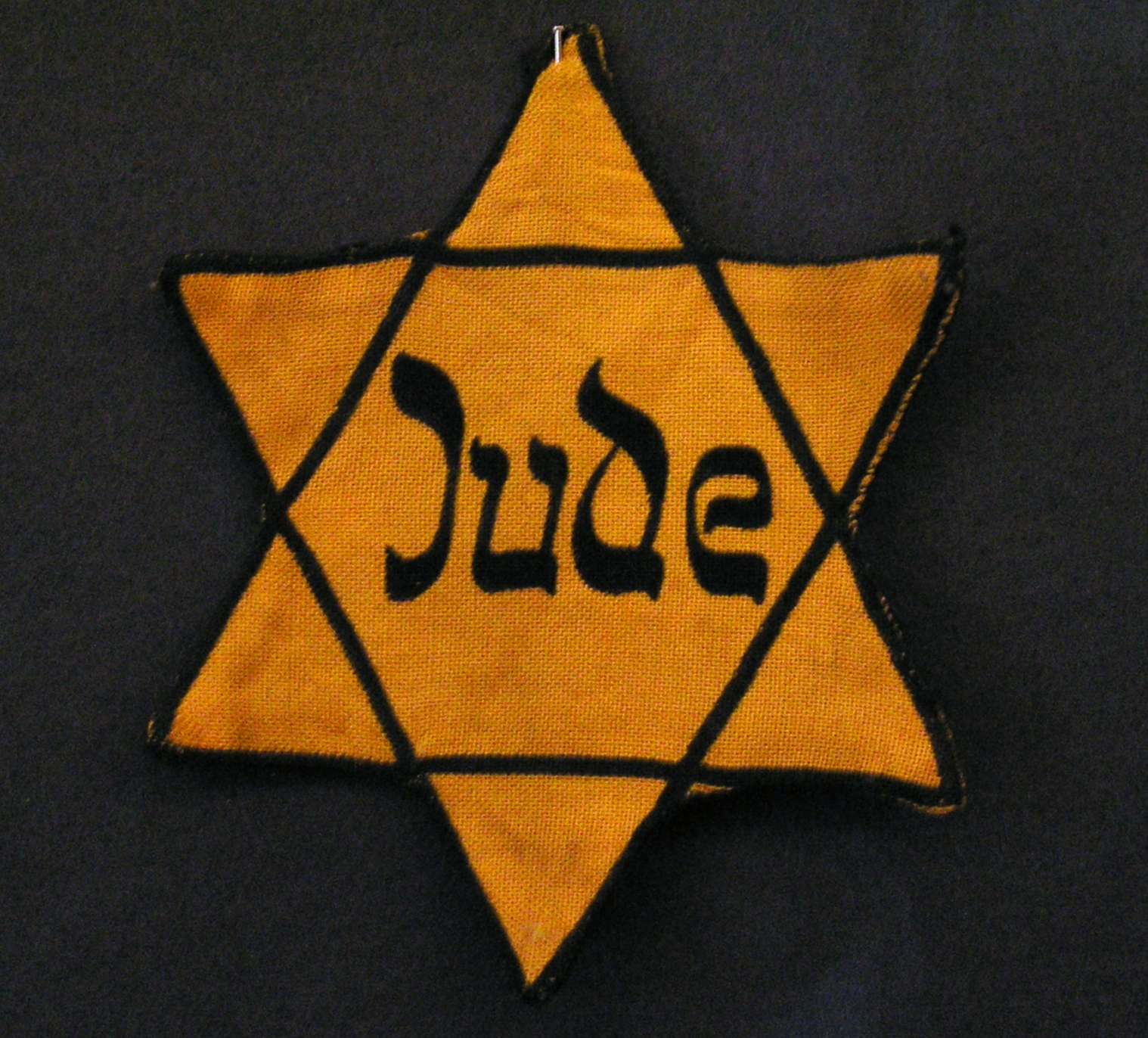
Insignia amarilla, 1941.

Otrora obligatoria para los judíos europeos, la insignia amarilla fue en un principio introducida por los nazis en la Polonia ocupada desde 1939. A partir de 1941, fue obligatorio para los judíos alemanes y austríacos el portar de modo visible una estrella amarilla con la inscripción Jude ("judío" en alemán), expresada esta última en caracteres pseudohebreos.
Con un color intenso o harto saturado y por llevar la inscripción "judío" en lengua alemana pero expresada en caracteres pseudohebreos, el nazismo usó al antiguo símbolo judío (que unívocamente simboliza la Alianza de Yavé con el pueblo hebreo), para un propósito distinto al del símbolo religioso hebraico original: segregar a los judíos. Cargada de ambigüedad, la insignia amarilla solo tiene la forma de una estrella de David; de hecho, es un símbolo racista, concebido con el propósito de discriminar.